# Ɍ
Ɍ, ɍ (R со штрихом) — буква расширенной латиницы. Использовалась в Едином северном алфавите, созданном в СССР в 1930-х годах для языков народов Сибири и Крайнего Севера.

## Использование
Буква используется в языке канури и транслитерации на арабском языке в Тунисе (на мальтийском языке с дополнительными буквами).

## Источник
- Revised Proposal for Additional Latin Phonetic and Orthographic Characters (англ.) (PDF) (23 августа 2004). Дата обращения: 1 апреля 2020. Архивировано из оригинала 4 ноября 2012 года.